# Die Hamburger Krankheit
Die Hamburger Krankheit is een Duits-Franse sciencefictionfilm uit 1979, geregisseerd door Peter Fleischmann. De hoofdrollen worden vertolkt door Helmut Griem, Fernando Arrabal en Carline Seiser. De film gaat over een uitbraak van een epidemie en quarantaine. De film kreeg in 2020 opnieuw aandacht tijdens de COVID-19-pandemie.

## Verhaal
Wanneer in Hamburg meerdere onverklaarbare sterfgevallen plaatsvinden waarbij de doden zonder ziektesymptomen overlijden en in embryonale positie worden aangetroffen, reageert de gezondheidsdienst: Alle contactpersonen van de doden worden in strikte quarantaine geplaatst, zelfs verdenking van contact is voldoende. De media zullen binnenkort spreken over de ziekte van Hamburg.
In de quarantaine leren de dokter Sebastian, de worstverkoper Heribert en de introverte Ulrike elkaar kennen. Heribert plant zijn ontsnapping uit de quarantaine en Ottokar, die afhankelijk is van een rolstoel, helpt hen van buitenaf. De vier slagen erin uit te breken en Hamburg te verlaten kort voor het laatste cordon op een weg die naar het zuiden leidt. In een verlaten dorp waar de doden op straat liggen, verlaat Heribert de groep na een ruzie. Terwijl ze het dorp doorzoeken, ontmoeten ze Fritz. Fritz probeert in paniek elk contact met anderen te vermijden, maar voegt zich toch bij de groep. Ook leren ze Alexander kennen, die in alle chaos nog steeds rustig zijn werk, het overzetten van een caravan, uitvoert. Vanaf dan reist de groep verder met de caravan.
Als ze Lüneburg bereiken, is de stad al afgezet. Ondertussen probeert Heribert zaken te doen met zijn foodtruck. Sebastian en Ulrike scheiden zich van de groep en proberen te voet de stad in te komen. Chaotische omstandigheden ontstaan, paniek, onrust en anomie heersen. De autoriteiten proberen de ziekte in te dammen met vaccinaties. Sebastian, die op zoek is naar zijn zus, vindt alleen haar verlaten appartement en sterft daar kort daarna. De volgende dag keert Ulrike alleen terug naar de groep. Er zijn ook twee Italiaanse vrouwen met een baby. Een van hen sterft ook.
Op een avond komen ze aan bij een afgesloten bar die luidruchtig is. Nadat ze zijn geopend, krijgt de groep een vreemd feestje. Daar ontmoeten ze Heribert weer, die nu misbruik maakt van de catastrofe en mensen uitschakelt met een bende, Ottokar voegt zich nu weer bij Heribert.
Alexander kan zijn caravan afleveren. De groep reist vervolgens verder in een woonboot. Bovendien verlaat Fritz de inmiddels gedecimeerde troep uit angst voor infectie. Aangekomen in het zuiden wordt Alexander doodgeschoten door zelfbenoemde thuislandwachten; Ulrike zit weer in quarantaine en zou gevaccineerd worden. Met Ottokar en Heribert, die nu de crisis proberen te winnen door beschermende pakken te verkopen, kan Ulrike weer vluchten naar haar grootvader in de Alpen. Daar horen ze dat de pest zou zijn uitgedoofd. Toch wordt er nog gezocht naar degenen die tot dan toe niet zijn ingeënt. Ottokar waarschuwt mensen dat de volgende ramp eraan komt. Ulrike wordt weer gevangen en in een helikopter naar buiten gevlogen.

## Rolverdeling
| Acteur            | Personage        |
| ----------------- | ---------------- |
| Helmut Griem      | Sebastian        |
| Fernando Arrabal  | Ottokar          |
| Carline Seiser    | Ulrike           |
| Tilo Prückner     | Fritz            |
| Ulrich Wildgruber | Heribert         |
| Rainer Langhans   | Alexander        |
| Leopold Hainisch  | Professor Placek |
| Romy Haag         | Carola           |
| Evelyn Künneke    | Wirtin           |
| Peter von Zahn    | Senator          |
| Rosel Zech        | Dr. Hamm         |

## Productie
De filmmuziek van Jean-Michel Jarre is grotendeels afkomstig van zijn albums Oxygène en Équinoxe.

## Release
De film ging in première op 23 november 1979 in West-Duitsland. Twee maanden voor de Duitse bioscooprelease werd de film in een ruwe versie ongeveer acht minuten langer vertoond op het Hamburg Film Festival.

## Prijzen en nominaties
| Jaar | Prijs                                      | Categorie       | Genomineerde(n)   | Uitslag     |
| ---- | ------------------------------------------ | --------------- | ----------------- | ----------- |
| 1979 | Semana Internacional de Cine de Valladolid | Beste film      | Peter Fleischmann | Genomineerd |
| 1980 | Mystfest                                   | Beste film      | Peter Fleischmann | Genomineerd |
| 1980 | Mystfest                                   | Beste regisseur | Peter Fleischmann | Gewonnen    |
| 1982 | Fantasporto                                | Beste film      | Peter Fleischmann | Genomineerd |